# Anne Ramsey
Anne Ramsey, nata Anne Mobley (Omaha, 27 marzo 1929 – Los Angeles, 11 agosto 1988), è stata un'attrice statunitense.

## Biografia
Figlia di Nathan Mobley e di Eleanor Smith (morta nel 1964), la Ramsey iniziò la propria carriera a Hollywood negli anni settanta. Comparve insieme al marito, l'attore Logan Ramsey (da cui prese il cognome), sposato nel 1954, in cinque film, tra cui The Sporting Club e Meet the Hollowheads, rispettivamente il suo primo ed il suo ultimo ruolo cinematografico.
I suoi ruoli più celebri però rimangono quelli dell'antagonista Mamma Fratelli nel film I Goonies (1985) di Richard Donner, per il quale vinse un Saturn Award come "migliore attrice non protagonista", e quello della signora Lift, la madre del personaggio interpretato da Danny DeVito nel film Getta la mamma dal treno (1987), per cui ricevette una candidatura al premio Oscar alla miglior attrice non protagonista.
Morì l'11 agosto 1988 all'età di 59 anni per un cancro all'esofago, all'ospedale Motion Picture and Television Hospital di Los Angeles.

## Filmografia parziale

### Cinema
- Voglio la libertà (Up the Sandbox), regia di Irvin Kershner (1972)
- Ma chi te l'ha fatto fare? (For Pete's Sake), regia di Peter Yates (1974)
- Il rinoceronte (Rhinoceros), regia di Tom O'Horgan (1974)
- Da mezzogiorno alle tre (From Noon Till Three) , regia di Frank D. Gilroy (1976)
- Non rubare... se non è strettamente necessario (Fun with Dick and Jane), regia di Ted Kotcheff (1977)
- Verso il sud (Going South), regia di Jack Nicholson (1978)
- Fai come ti pare (Any Which Way You Can), regia di Buddy Van Horn (1980)
- Crazy Runners - Quei pazzi pazzi sulle autostrade (Honky Tonk Freeway), regia di John Schlesinger (1981)
- Riunione di classe (National Lampoon's Class Reunion), regia di Michael Miller (1982)
- I Goonies (The Goonies), regia di Richard Donner (1985)
- Dovevi essere morta (Deadly Friend), regia di Wes Craven (1986)
- Cercasi moglie disperatamente (Say Yes), regia di Larry Yust, Peter Ferrara (1986)
- Amore di strega (Love at Stake), regia di John Moffitt (1987)
- Getta la mamma dal treno (Throw Momma from the Train), regia di Danny DeVito (1987)
- Il seme della gramigna (Weeds), regia di John D. Hancock (1987)
- S.O.S. fantasmi (Scrooged), regia di Richard Donner (1988) - postumo
- Homer & Eddie (Homer and Eddie), regia di Andrej Končalovskij (1989) - postumo

### Televisione
- Charlie's Angels – serie TV, episodio 1x02 (1976)
- La casa nella prateria (Little House on the Prairie) – serie TV, episodio 5x11 (1978)
- La signora in giallo (Murder, She Wrote) – serie TV, episodio pilota (1984)
- Supercar (Knight Rider) – serie TV, episodio 4x13 (1986)

## Doppiatori italiani
- Vittorio Stagni in I Goonies e Getta la mamma dal treno
- Evelina Maggi in Dovevi essere morta

## Riconoscimenti
- Premio Oscar
  - 1988 – Candidatura alla miglior attrice non protagonista per Getta la mamma dal treno